# Coll de la Closa d'en Joan Pere
El Coll de la Closa d'en Joan Pere és un coll de muntanya de 733,6 m alt dels Pirineus que uneix les comarques de l'Alt Empordà i el Vallespir. Es troba a cavall de la comuna vallespirenca de Morellàs i les Illes, a l'antic terme de les Illes, i del municipi alt-empordanès d'Agullana.
És a 4 km de la Vajol i a 1 km de les Illes, del terme comunal de Morellàs i les Illes.
En el coll hi ha la fita transfronterera número 561, una fita cúbica d'obra, grossa, capçada per una forma piramidal. És al bell mig del coll.